# 1661 год в науке
В 1661 году произошли различные научные и технологические события, некоторые из которых представлены ниже.

## События

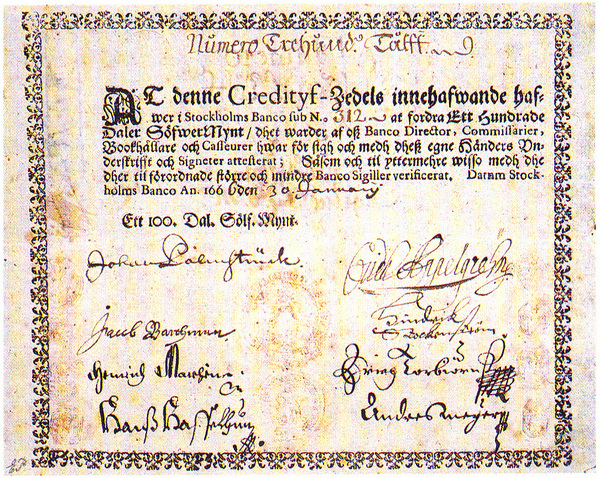
Первые бумажные деньги в Европе

- 30 января: по указу польского короля Яна II Казимира основан Львовский университет.
- Июнь: 18-летний Исаак Ньютон принят студентом Тринити-колледжа Кембриджского университета, с этим заведением были связаны более 30 лет его последующей жизни[1].
- По предложению главного почтмейстера Генри Бишопа английская почта начала применение почтового штемпеля[2].
- В Швеции выпущены первые в Европе бумажные деньги[3].

## Публикации
- Итальянский биолог Марчелло Мальпиги, использовав 180-кратный микроскоп, обнаружил в лёгких капилляры. Свои открытия он изложил в трактате «De Pulmonibus»[4].
- Англо-ирландский натурфилософ Роберт Бойль в книге «Скептический химик» изложил свои взгляды на строение вещества: материя состоит из атомов (корпускул) и их соединений, и каждое природное явление есть результат их движения и взаимодействия. Книгу многие историки науки считают началом современной химии, отделяющейся как от алхимии, так и от античных заблуждений[5].

## Родились
См. также: Категория:Родившиеся в 1661 году
- 3 мая — Антонио Валлиснери, влиятельный итальянский врач и естествоиспытатель, учитель Ладзаро Спалланцани (умер в 1730 году).
- 18 декабря — Кристофер Польхем, шведский учёный и изобретатель (умер в 1751 году).
- (?) — Гийом Франсуа Лопиталь, французский математик, автор первого учебника по математическому анализу (умер в 1704 году).

## Скончались
См. также: Категория:Умершие в 1661 году
- Октябрь — Жерар Дезарг, французский математик, основатель проективной геометрии (род. в 1591 году).
- (?) — Фамиано Нардини, итальянский археолог и историк древнего Рима (род. около 1600 года).